# .qa
A .qa Katar internetes legfelső szintű tartomány kódja, melyet 1996-ban hoztak létre. (Ez az egyetlen, ami Q betűvel kezdődik.)